# John Hasbrouck Van Vleck
John H. Van Vleck (13 tháng 3 năm 1899 - 27 tháng 10 năm 1980) là một nhà vật lý và toán học Mỹ. John H. Van Vleck có đóng góp đặc biệt cho lý thuyết từ học trong chất rắn vào những năm sau khi cơ học lượng tử ra đời. Ông đã tính toán các ảnh hưởng của liên kết hóa học lên các nguyên tử thuận từ và giải thích sự phụ thuộc vào nhiệt độ và từ trường ngoài của tính chất từ. Đặc biệt ông đã phát triển lý thuyết trường tinh thể của các hợp chất của các kim loại chuyển tiếp, đó là điều vô cùng quan trọngtrong việc tìm hiểu các tâm hoạt động trong các hợp chất dùng cho vật lý laser cũng như sinh học phân tử. Ông cùng nhận giải Nobel vật lý với Philip W. Anderson và Sir Nevill F. Mott.